# Jubal (Fußballspieler)
Jubal Rocha Mendes Júnior (* 29. August 1993 in Inhumas) ist ein brasilianischer Fußballspieler, der bei der AJ Auxerre in der Ligue 1 spielt.

## Karriere

### Verein
Jubal begann seine fußballerische Laufbahn beim Vila Nova FC, wo er 2011 auch einmal in der Staatsmeisterschaft zum Einsatz kam. Anschließend wechselte er zum FC Santos, wo er zunächst in der Jugend spielte. In der Saison 2012 stand er bereits einmal in der Staatsmeisterschaft im Kader. Auch in der Folgesaison stand er dort im Kader und auch in der Série A. Am ersten Spieltag der Saison 2014 wurde er gegen Sport Recife eingewechselt und debütierte somit für die Profis in der Série A. Nachdem er zu Beginn der Spielzeit nur zu acht Einsätzen gekommen war, bestritt er ab Juli 2014 kein Spiel mehr. Für das zweite Halbjahr 2015 wechselte er auf Leihbasis zum Ligakonkurrenten Avaí FC. In der Folgesaison 2015 kam er dann in sechs Spielen zum Zug.
Nach der Saison wechselte er, im Januar 2016, nach Portugal zum Erstligisten FC Arouca. Dort kam er Anfang April (28. Spieltag) zu seinem ersten Treffer im Profifußball gegen Academica Coimbra. Bis zum Saisonende spielte er insgesamt elfmal, wobei er zweimal traf. In der Saison 2016/17 kam er dann zu 32 Ligaeinsätzen, vier Europa-League-Qualifikationsspielen und insgesamt drei Pokalspielen. Nach dem Abstieg in die Segunda Liga wurde er nach einem Einsatz direkt an den Erstligisten Vitória Guimarães verliehen. Dort spielte er dann auch das erste Mal in der Europa-League-Endrunde in der Gruppenphase gegen den FC Red Bull Salzburg. In der Liga kam er während seiner Leihe in der Saison 2017/18 zu 24 Einsätzen und einem Tor, in der Europa League spielte er alle sechs Spiele und schied mit seinem Verein nach der Gruppenphase aus. Nachdem er bis zur Winterpause zu keinem Einsatz mehr gekommen war, wurde er erneut verliehen, diesmal an Boavista Porto. Hier spielte er bis zum Saisonende 13 Mal in der ersten portugiesischen Liga.
Vor der Spielzeit 2019/20 wechselte er dann zu Vitória Setúbal. Er spielte dort wettbewerbsübergreifend 27 Mal, wobei er zwei Tore erzielte.
Nach nur einer Saison wechselte er nach Frankreich in die Ligue 2 zur AJ Auxerre. Er spielte dort 34 Mal, wobei er zweimal traf und war somit absolute Stammkraft bei den Franzosen. In der Saison 2021/22 war er weiterhin Stammkraft, spielte wettbewerbsübergreifend 41 Mal, wobei er zweimal traf und mit seiner Mannschaft über die Relegation in die Ligue 1 aufstieg.

### Nationalmannschaft
Jubal spielte im Jahr 2013 viermal für die brasilianische U20-Nationalmannschaft.

## Erfolge
AJ Auxerre
- Aufstieg in die Ligue 1: 2022